# Armend Dallku
Armend Dallku (Pristina, Yugoslavia, 16 de junio de 1983) es un futbolista kosovar nacionalizado  albanés. Juega como defensa y su club actual es el Vorskla Poltava de la Liga Premier de Ucrania.

## Trayectoria
Dallku empezó su carrera en el Klubi Futbollistik Kosova Vushtrri, siendo traspasado posteriormente al Klubi Futbollistik Prishtina, donde no llegó a debutar, al igual que más tarde en el Tidaholms GIF. En 2004 fue traspasado al Klubi Sportiv Elbasani, donde jugó 25 partidos. Posteriormente pasó a Vorskla Poltava de la Liga Premier de Ucrania.

## Selección nacional
Ha sido internacional con la Selección de fútbol de Albania. Aunque nacido en Pristina (Yugoslavia), actualmente parte de Kosovo, decidió jugar en la selección de Albania. Fue convocado por primera vez por Hans-Peter Briegel para el partido que el 9 de febrero de 2005 enfrentó a Albania con Ucrania. Su primer gol con la selección lo anotó en un partido valedero para la clasificación para la Copa Mundial de Fútbol de 2010 frente a Malta, el 10 de septiembre de 2008.

## Clubes
| Club                               | País                            | Periodo   | Liga PJ (G) |
| ---------------------------------- | ------------------------------- | --------- | ----------- |
| Klubi Futbollistik Kosova Vushtrri | República Federal de Yugoslavia | 1997-2002 |             |
| Klubi Futbollistik Prishtina       | República Federal de Yugoslavia | 2002-2003 | 0 (0)       |
| Tidaholms GIF                      | Suecia                          | 2003      | 0 (0)       |
| Klubi Sportiv Elbasani             | Albania                         | 2004-2005 | 23 (0)      |
| Vorskla Poltava                    | Ucrania                         | 2005-     | 124 (2)     |